# Kanton Marseille-9
Der Kanton Marseille-9 ist ein französischer Wahlkreis im Département Bouches-du-Rhône in der Region Provence-Alpes-Côte d’Azur. Er hat 75.153 Einwohner (Stand: 2022) und umfasst einen Teilbereich der Gemeinde Marseille. Bei der landesweiten Neuordnung der französischen Kantone wurde er 2015 neu geschaffen.

## Gemeinden
Der Kanton besteht aus einem Teil der Stadt Marseille mit insgesamt 75.153 Einwohnern (Stand: 2022):

## Politik
| Vertreter im Departementrat | Vertreter im Departementrat       | Vertreter im Departementrat |
| Amtszeit                    | Namen                             | Partei                      |
| --------------------------- | --------------------------------- | --------------------------- |
| 2015–                       | Laure-Agnès Caradec Didier Reault | UD                          |